# Медов, Константин Иванович
Константин Иванович Мёдов (8 июня 1927 года—1989) — бригадир проходчиков шахты № 9 «Капитальная» города Инта Министерства угольной промышленности СССР, Коми АССР. Герой Социалистического Труда (29.06.1966) . Заслуженный работник народного хозяйства Коми АССР. Почётный гражданин города Инта (1984). Почётный шахтёр СССР.

## Биография
Родился 8 июня 1927 года в селе Чёрная Речка Урванского округа Кабардино-Балкарской автономной области (ныне – Урванского района Кабардино-Балкарской Республики). Русский.
Константину было 14 лет, когда началась Великая Отечественная война. Отец и старший брат Иван ушли на фронт, а на плечи Кости легла вся тяжесть ответственности за судьбу близких. Ему, как и многим чернореченцам, пришлось многое пережить – в том числе и несколько месяцев фашистской оккупации в 1942-1943 годах. В 1945-1950 годах служил в Военно-морском флоте.
После увольнения из ВМФ вернулся домой, где устроился на Тырныаузский горно-обогатительный комбинат в посёлке (с 1955 года – город) Тырныауз Кабардинской АССР, занимавшийся добычей и обогащением вольфрамо-молибденовых руд. Там он и освоил специальность проходчика.
В 1955 году, после IX Пленума ЦК КПСС, на котором прозвучал призыв к молодёжи страны «Все – на освоение богатств Севера!», на Тырныаузский комбинат приехал представитель комбината «Интауголь». Его задачей была вербовка опытных проходчиков. Услышав предложение о новом месте работы, Константин подумал и согласился. 
С ноября 1955 года работал проходчиком на шахте № 9 «Капитальная» комбината «Интауголь» в городе Инта Коми АССР (ныне – Республика Коми). Вскоре приехали и его братья – Николай, Юрий и Пётр. Николай устроился на ту же 9-ю шахту, Юрий – на 2-ю, а Петр – на 15-ю. Так родилась династия.
В 1961-1983 годах – бригадир проходчиков горных выработок шахты № 9 «Капитальная». 
Под его руководством бригада в 1961 году начала скоростную проходку, и результаты её работы были поразительными. Если прежде в месяц бригада проходила в среднем 60-80 погонных метров, то в марте 1961 года за 23 рабочих дня было пройдено почти в три раза больше – 220 погонных метров конвейерного штрека 11-го пласта.
После этого достижения бригады К. И. Мёдова и тут же начавшегося производственного соревнования его бригады с бригадой Н. Тарасова месячное продвижение подготовительного забоя на 200-250 метров стало на шахте обычным делом. Почину «мёдовцев» последовали бригады Н. Тарасова, Н. Шашкова, Н. Щербаня. Распространение опыта скоростной проходки бригады Мёдова резко увеличило темпы проходки на других шахтах комбината «Интауголь». В июле того же 1961 года «мёдовцы» за 26 рабочих дней проходят уже 480 погонных метров и вновь устанавливают рекорд проходки по Печорскому бассейну. Это достижение оказалось далеко не пределом. За 6 последующих лет проходчики Инты прошли 11 600 погонных метров горных выработок сверх плана.
В 1966 году методом выработки спаренных забоев за 30 рабочих дней бригада Мёдова прошла 1210 погонных метров горных выработок, установив новый рекорд Печорского угольного бассейна. План был выполнен на 160,3 процента, производительность труда на одного проходчика составила 26,3 погонных метра. Шахта №9 заняла одно из первых мест в Печорском угольном бассейне по нагрузке на действующий забой, производительности комбайна и себестоимости угля.
Указом Президиума Верховного Совета СССР от 29 июня 1966 года за выдающиеся заслуги в выполнении заданий семилетнего плана по развитию угольной промышленности и достижение высоких технико-экономических показателей в работе Мёдову Константину Ивановичу присвоено звание Героя Социалистического Труда с вручением ордена Ленина и золотой медали «Серп и Молот».
Избирался депутатом Верховного Совета Коми АССР, членом обкома профсоюза работников угольной промышленности.
С 1983 года – на пенсии.
Жил в городе Инта. Умер в 1989 году.

## Награды
- Медаль «Серп и Молот»(29.06.196;
- орден Ленина (29.06.1966)
- орден Трудового Красного Знамени(19.02.1974);
- знак «Шахтёрская слава» трёх степеней;
- Почётный шахтёр СССР;
- Заслуженный работник народного хозяйства Коми АССР;
- Почётный гражданин города Инта;
- медали.

## Память
- В 1998 году на шахте «Капитальная» в его честь была установлена мемориальная доска, а в 1999 году, в память о К.И. Мёдове, как о наставнике молодёжи, компания «Интауголь» учредила специальную стипендию для лучших учащихся Интинского профессионального лицея №13 (ныне – Интинского индустриального техникума).
- В августе 2012 года, к 85-летию Константина Ивановича, в парке Интинского индустриального техникума был установлен бронзовый бюст.